# Coussergues
Coussergues é uma ex-comuna francesa na região administrativa de Occitânia, no departamento de Aveyron. Estendeu-se por uma área de 10,89 km². Em 2010 a comuna tinha 252 habitantes (densidade: 23,1 hab./km²).
Em 1 de janeiro de 2016 foi fundida com as comunas de Palmas e Cruéjouls para a criação da nova comuna de Palmas-d'Aveyron.